# Eilema strangulata
Eilema strangulata är en fjärilsart som beskrevs av De Joan 1930. Eilema strangulata ingår i släktet Eilema och familjen björnspinnare. Inga underarter finns listade i Catalogue of Life.